# Chrysis angustula
Chrysis angustula (лат.) — вид ос-блестянок рода Chrysis из подсемейства Chrysidinae.

## Распространение
Палеарктика: Европа, юго-западная Азия, Сибирь, Китай. В северной Европе: Дания, Эстония, Финляндия, Латвия, Литва, Норвегия, Швеция. Обычный вид.

## Описание
Длина — 6—9 мм. Ярко-окрашенные металлически блестящие осы. Сходен с несколькими другими аналогично окрашенными видами группы C. ignita (например, C. leptomandibularis, C. schencki и C. corusca). По сравнению с C. leptomandibularis и C. schencki, мандибулы толще, пунктировка тергита T2 более мелкая, чёрные пятна стернита S2 более прямоугольные, а задний край проподеального зуба направлен более вниз. По сравнению с C. corusca, мандибула тоньше, пунктировка тергитов мельче, а цвет стернитов более красноватый (не зелёный). Голова и мезосома в основном тёмно-синие, и обычно имеют обширные зелёные или золотистые отблески на лбу, переднеспинке, мезоплевроне, мезоскутуме и мезоскутеллуме, особенно у самок. Метасомальные тергиты золотисто-красные, а стерниты золотистые или красноватые. Чёрные пятна S2 имеют характерную прямоугольную форму. Тело удлиненное и стройное, с параллельными боками (напоминает C. leptomandibularis). Пунктировка тергита Т2 мелкая, и его поверхность сильно блестит в задней части. Т3 относительно длинный и сильно блестящий, особенно у самки. Апикальные зубцы короткие, а центральный промежуток широкий и неглубокий. Яйцеклад узкий, а мандибулы относительно толстые у обоих полов. Клептопаразиты ос: Ancistrocerus и Symmorphus (Vespidae). Период лёта: май — сентябрь.